# North Clifton
 (juillet 2023).
North Clifton est une paroisse civile et un village du Nottinghamshire, en Angleterre.